# مارغريت ألين
مارغريت ألين (مواليد 1948) هي جراحة قلبيّة صدريّة أمريكية وأكاديمية في معهد بينارويا للأبحاث. كانت أول امرأة تجري عملية زرع قلب وكانت رئيسة سابقة للشبكة المتحدة لمشاركة الأعضاء.

## النشأة
نشأت ألين في ديس موينيس، أيوا، حيث أصبحت مهتمة بالعلوم في سن مبكرة. كانت تجمع الحشرات والأشياء مع والدها وتفحصها تحت المجهر. كان يأخذها برحلات شبيهة بالعلمية وذلك لتعزيز اهتمامها بالعلوم. بعد المدرسة الثانوية أكملت شهادة البكالوريوس في علم الحيوان من كلية سوارثمور. خلال إجازات الصيف من سوارثمور عملت في علم الأحياء على ارتفاعات عالية في كريستيد بوت، كولورادو، حيث درست قدرات حفظ النيتروجين لدى حيوانات متنوعة. لقد خططت في الأصل لدراسة علم وظائف الأعضاء في كلية الدراسات العليا لكنها اعتقدت أن الشهادة الطبية توفر لها المزيد من الخيارات المهنيّة.

## التعليم العالي
في عام 1970 سجلت ألين في جامعة كاليفورنيا سان دييغو لتصبح طبيبة. من مختلف الجامعات الطبية التي كان باستطاعتها الحضور إليها قررت اختيار جامعة كاليفورنيا سان دييغو لأنها كانت تملك برنامجاً جديداً يستقطب الأساتذة من جميع أنحاء البلاد. أثناء وجودها في كلية الطب، عملت ألين في مختبر جراحة الأوعية الدموية الذي كان يزرع قلوب تجريبية للأبقار. كانت هذه أول تجربة لها مع جراحة القلب والصدر.
بعد تخرجها من كلية الطب، أكملت فترة التخصص في الجراحة العامة والتي مدتها خمس سنوات في مركز اوكلاند الطبي (ثم مستشفى مؤسسة القيصر) وسنتين من التخصص في الجراحة الصدرية القلبية في مستشفى كلية الملك في لندن. أثناء الانتهاء من وقتها في لندن، تم اختيارها لإكمال برنامج الإقامة لمدة خمس سنوات في كلية الطب بجامعة ستانفورد. قبل القيام بذلك، استغرقت ألين عاماً للسفر في العالم، حيث أمضت ستة أشهر في بابوا غينيا الجديدة تمارس عملها كطبيبة مرخصة من الدولة في المستشفى. بعد أشهرها الستة التي قضتها في بابوا غينيا الجديدة عادت إلى الولايات المتحدة الأمريكية لتباشر تخصصها في جراحة القلب في كلية الطب بجامعة ستانفورد عام 1982. في ستانفورد تدربت تحت إرشاد نورمان شوموي الذي كان رائداً في زراعة القلب، وأصبحت أول امرأة في العالم تزرع قلباً. خلال تخصصها، ساعدت ألين طالبة دراسات عليا مجاورة في مشروعها اللغوي الذي علّمها كيفية تواصل الغوريلا بلغة الإشارة. في نهاية تخصصها في عام 1985، انضمت ألين إلى الكلية الجراحية في جامعة واشنطن.

## المهنة
أسست زراعة قلب في المركز الطبي لجامعة واشنطن والذي كان الأول من نوعه في منطقة شمال غرب المحيط الهادئ وكانت مديرة البرنامج حتى عام 1996. حصلت على لقب «امرأة العام» من قبل المنتدى الدولي للمرأة في عام 1990 وحصلت على لقب «أفضل الأطباء في أمريكا» لمدة خمس سنوات متتالية ابتداء من عام 1992. في عام 1994 تم انتخابها رئيسة وطنية للشبكة المتحدة لمشاركة الأعضاء (UNOS)، وهي أول امرأة تتولى هذا المنصب. كرئيسة، تولت تحليل توزيع الأعضاء، وقلّلت من وقت انتظار عمليات الزرع، وزادت الوعي بالتبرع بالأعضاء في مجتمعات الأقليات. في عام 1995، شاركت التكنولوجيا المحوسبة لمطابقة الأعضاء المتبرع بها لمرضى زرع الأعضاء في جائزة معهد سميثسونيان للحاسب في الطب. في عام 1996 استبعد رئيس الجراحة في UW، ألين كمديرة للزرع. عينت ألين أستاذاً في قسم جراحة القلب والصدر بجامعة واشنطن عام 1998. في عام 2000، على أية حال، قامت بتسوية دعوى تمييز جنسي مع الجامعة بعد أن عملت هناك لمدة 25 عاماً. حصلت على تسوية بقيمة 750,000 دولار أميركي، لكنها اضطرت إلى الاستقالة من برنامج زراعة القلب وأوقفت كل أبحاثها التي لها علاقة بجامعة واشنطن. كانت المديرة الطبية لمعهد الأمل للقلب، وهي مؤسسة خيرية للصحة العامة، حيث شاركت في العديد من البرامج لتعزيز الوقاية من أمراض القلب. رشح نائب الولاية جيم ماكديرموت ألين كأسطورة محلية عام 2003. في عام 2004، اندمج المعهد مع معهد بينارويا للأبحاث، حيث أصبحت عضوًا في برنامج بيولوجيا الأمل لمصفوفة القلب.